# Bărbălătești, Argeș
Bărbălătești este un sat în comuna Valea Iașului din județul Argeș, Muntenia, România. Pe teritoriul localității se află o biserică de lemn (datată secolul al XIX-lea) care este monument istoric.